# Ric Hochet
Pour les articles homonymes, voir Ricochet.
 (septembre 2023).
Si vous disposez d'ouvrages ou d'articles de référence ou si vous connaissez des sites web de qualité traitant du thème abordé ici, merci de compléter l'article en donnant les références utiles à sa vérifiabilité et en les liant à la section « Notes et références ».

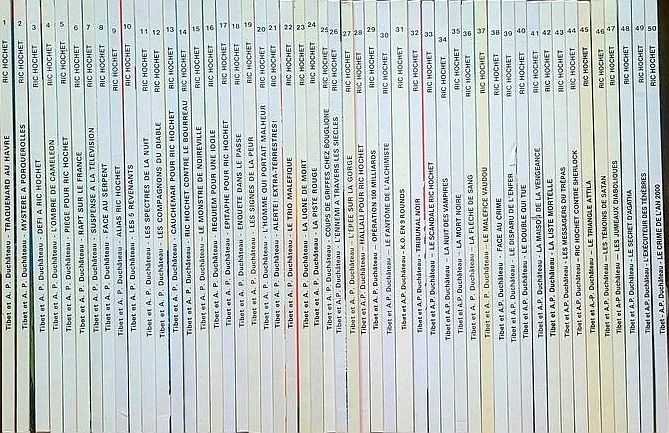
Ric Hochet 1 à 50.

Ric Hochet est une série de bande dessinée franco-belge créée par le scénariste André-Paul Duchâteau et le dessinateur Tibet, dont le premier tome est publié en septembre 1963 par Le Lombard. Le héros éponyme est librement inspiré de Rouletabille, auquel il est parfois fait allusion. La série comporte 70 tomes. Ce personnage est aussi un hommage à un autre personnage de bande dessinée, Jean Valhardi. Journaliste, Ric Hochet coopère régulièrement avec la police judiciaire. Ses enquêtes se déroulent souvent dans une atmosphère fantastique qui cache de sordides pulsions meurtrières et les intérêts étroits des protagonistes. Le thème du double intervient dans de nombreux albums, associé souvent à celui de la filiation, du revenant, ou encore du « faux mort ». De nouveaux albums sont créés en 2020

## Personnages

### Principaux
- Ric Hochet, journaliste, héros de la série. Son vrai prénom ("Ric" est un diminutif) n'est pas clairement défini. Pour A.-P. Duchâteau, c'est Frédéric[2]. Pour Tibet, c'est Richard[3].  Lors de la parution de la première planche de Mystère à Porquerolles dans l'hebdomadaire Tintin, le 22 mai 1962, on peut lire sur un porte-nom déposé sur le bureau de Ric Hochet : "Richard Hochet". Tandis que lors de la parution de l'album, deux ans plus tard, le prénom et le nom ont été effacés. La planche 31 de Cauchemar pour Ric Hochet nous apprend qu'à l'époque où se passe cette histoire Ric Hochet est âgé de vingt-six ans. Dans le tome 4, on sait que trois ans se sont écoulés depuis le premier.
- Commissaire Bourdon, de son identité complète Sigismond Bourdon, il tient un poste depuis toujours dans la direction régionale de la police judiciaire du quai des Orfèvres. C'est un grand ami de Ric Hochet (bien que rivaux avant Traquenard au Havre), il est le cliché du représentant des forces de l'ordre dépassé par des enquêtes complexes, où il doit faire appel à un consultant aux meilleures méthodes. Le plus gros juron qu'il connaisse est Bonsoir de bonsoir. Ce personnage est inspiré du commissaire Maigret.
- Nadine, nièce du commissaire (en vérité, petite-nièce parce que c'est la petite-fille de la sœur du commissaire) et petite amie de Ric Hochet. Son caractère est affirmé dès ses premières apparitions, mais son rôle s'estompe dans la résolution des intrigues au fil de la série
- Richard Hochet, père de Ric Hochet, ancien gentleman-cambrioleur et baroudeur, il est souvent en cavale. Les relations avec son fils sont d'abord tendues, avant de se radoucir.
- Inspecteur Ledru, second du commissaire Bourdon. Il est d'abord rival du duo Hochet-Bourdon avant de devenir leur allié. Dans les derniers albums, il est promu lieutenant, puis capitaine et dirige une cellule antiterroriste. Jaloux de ses prérogatives, il coopère assez peu avec le commissaire Bourdon… qui le fera mettre sur écoute (Puzzle mortel). Il a un fils, Jean-Pierre, jeune photographe, qui se fait tuer dans l'album  Le Contrat du siècle.
- Bob Drumont, tout d'abord journaliste, puis rédacteur en chef à La Rafale, c'est non seulement le collègue, mais surtout l'ami de Ric Hochet. Il est enlevé à trois reprises, d'abord dans Mystère à Porquerolles, ensuite dans Alerte ! Extra-terrestres !, enfin par le Bourreau, dans Dernier Duel, où il est tué par balles.
- Professeur Lucien Hermelin, scientifique dont l'inventivité et le génie n'ont d'égal que son mauvais caractère et sa lâcheté. Ses inventions sont souvent la cible de criminels. Il déteste la présence du commissaire Bourdon.
- Le Bourreau, alias B, l'ennemi juré de Ric Hochet. C'est un espion obèse qui fait régulièrement l'objet d'échange de prisonniers entre la France et d'autres États. Il meurt d'effroi dans Dernier Duel lorsque Ric Hochet tire sur lui avec un revolver chargé à blanc.

### Secondaires
- Inspecteur Manière alias Caméléon : fils adoptif de Pierrot Volcan, ancien repris de justice. Il venge son père adoptif en entrant à la Brigade criminelle et en se moquant de Bourdon, qu'il manque de faire mourir carbonisé dans l'incendie de son bungalow de Chevreuse (Signé Caméléon).
- Commissaire Brébant
- Lambert, journaliste peu scrupuleux du journal concurrent Paris-Night. Il a travaillé auparavant à La Rafale, sous la direction de Bob Drumont.
- Lamberto, cinéaste et metteur en scène. Il apparaît dans Le Crime de l'an 2000 et revient dans quelques autres épisodes de la série : notamment dans On tue au théâtre ce soir, où il met en scène une pièce de théâtre dans laquelle jouent Ric Hochet et Nadine, et dans Ici, 77 !.
- Nanar, le chat noir et blanc de Ric Hochet. Paresseux, il n'hésite cependant pas à sauter au visage des agresseurs qui font irruption dans l'appartement parisien du héros. Ric Hochet s'amuse à lui parler comme à un être humain.

## Analyse

### Naissance du héros
Le commissaire Bourdon préexiste à Ric Hochet. En effet, il naît en 1955, inspiré des personnages du commissaire Maigret et de l'inspecteur Bourrel de la série télévisée Cinq dernières minutes. Puis arrive un autre personnage, un jeune crieur de journaux nommé Ric Hochet, qui devient reporter pour le journal La Rafale avec un goût très particulier pour le mystère. Sa rencontre avec le commissaire Bourdon va en faire un détective amateur de renom.
Tous deux apparaissent, à partir de décembre 1958, comme protagonistes de courtes rubriques illustrées, des énigmes policières publiées dans le Journal Tintin sous le titre Relevez le gant !.
Le premier épisode de la série de bande dessinée Ric Hochet, Signé Caméléon, paraît également dans le journal Tintin, avant que les éditions du Lombard sortent le tout premier tome de la collection d'albums cartonnés Ric Hochet en septembre 1963 : Traquenard au Havre. Ce premier tome contient en réalité les deux premières aventures de Ric Hochet, Signé Caméléon et Traquenard au Havre. Chacune de ces enquêtes a une longueur de trente pages, parce qu'il était initialement prévu que ces récits paraissent séparément dans la collection « Vedette ».
Ric Hochet et le commissaire Bourdon sont censés être français et parisiens, mais interviennent souvent en Belgique, ou même utilisent des expressions wallonnes, inconnues en France, comme « accident de roulage » ou « buisson creux » (en français de France, c'est plutôt « chou blanc »). L'uniforme des policiers, en particulier le dessus rouge du képi, ne respecte pas entièrement la tenue réglementaire française de l'époque. Il est question dans Traquenard au Havre de "la préfecture de police du Havre"  et dans L'ombre de Caméléon de "la préfecture de police locale".
Bien que les personnages n'aient pas l'air de vieillir, l'environnement change pour être toujours à l'ère du temps. Ainsi dans l'album Rapt sur le France (1968) Ric Hochet embarque sur le France, situant l'action dans les années 1960. Beaucoup plus tard, Crime sur Internet et Panique sur le Web démarquent l'arrivée d'Internet en Europe tandis que Penthouse Story se moque de la téléréalité et en particulier de Loft Story au début des années 2000. De même, les accessoires tels que les caméras de télévision, les téléphones, les automobiles semblent évoluer avec le temps, ainsi que le vocabulaire. Dans les premiers numéros, les sommes d'argent sont souvent traduites en anciens francs et les derniers passent à l'euro.

### Caractéristiques du héros
Ric Hochet travaille d'abord à la Rafale comme vendeur dans la rue avant d'intégrer le rang de journaliste. Il accompagne souvent Sigismond Bourdon lors d'enquêtes particulièrement épineuses. Véritable parangon, il excelle dans l'athlétisme, la natation, les arts martiaux comme la boxe ou le jiu-jitsu, le tir ou la conduite de voitures sportives. Ces aptitudes lui permettent évidemment de tenir tête lors d'affrontements ou course-poursuites avec des criminels. C'est également un brillant esprit, doué de fortes capacités de déduction, d'observation et de mémoire. Non content de ces compétences, il a également un grand charisme et ses apparitions à la télévision suscitent l'hystérie de fans.
Comme d'autres héros de bande dessinée, il porte souvent le même type de tenue : un jeans, un pull rouge, une veste blanche avec des traits en motif, dont il dispose de nombreux exemplaires dans son appartement parisien. C'est un individu altruiste, toujours à la rescousse de ses amis ; il ne tente pas de tuer ses adversaires.

### La voiture de Ric Hochet
Dans les deux premiers albums de la série, Ric Hochet conduit une MG jaune. C'est au moment de commencer les premières planches du tome 3, Défi à Ric Hochet, que l'assistant de Tibet, Mittéï (sans doute influencé par le concessionnaire Porsche du coin), propose de troquer la MG contre une Porsche (jaune) décapotable. MG ou Porsche, Tibet s'en moque, du moment que son personnage dispose d'une voiture dynamique et puissante.
On retrouve la Porsche dans L'Ombre de Caméléon et dans Piège pour Ric Hochet. Mais dans Rapt sur le France, le personnage change de véhicule et adopte une Volvo. 
Au moment de commencer le tome 12, Les Spectres de la nuit, Christian Denayer, alors assistant de Tibet, estime qu'il serait "plus dynamique" qu'il roule à nouveau en Porsche. Désormais, Ric Hochet conduit une Porsche 911 de couleur jaune. « On peut donc dire que je suis à l'origine de ce changement, qui est devenu sa marque de fabrique au même titre que sa veste à pois » (Christian Denayer).
Un petit problème s'était posé au moment de la course-poursuite entre la Porsche de Ric Hochet et une Mercedes 300 SL, dans le tome 3, Défi à Ric Hochet. En effet, Mittéï avait attribué une Mercedes-Benz 300 SL au personnage du riche industriel Rémy Valloire, sans connaître le scénario de l'histoire en détail. Lorsque le découpage de la planche 21 lui est parvenu, il a pu lire que Ric Hochet, au volant de sa Porsche, rattrapait la Mercedes avant de la voir plonger dans un étang. Ennuyé, Mittéï a aussitôt téléphoné à Tibet pour lui signaler que la Porsche qu'il avait attribuée à Ric Hochet n'est pas suffisamment puissante pour rattraper une Mercedes-Benz 300 SL. Tibet lui a, alors, conseillé de modifier la course-poursuite en faisant en sorte que Ric Hochet puisse prendre un raccourci. Par la suite, Mittéï s'est bien gardé d'attribuer aux personnages de la série des voitures plus puissantes que la Porsche de Ric Hochet.
Lorsque, des années plus tard, Tibet raconte cette anecdote à son assistant Didier Desmit, celui-ci lui propose d'augmenter la puissance de la Porsche 911 en attribuant au personnage une Porsche Turbo. Ainsi plus de problème concernant l'attribution d'un véhicule puissant ou non à d'autres personnages. Ce qui est fait dès le tome 29, Opération 100 milliards.
Tibet trouvait anormal de voir un simple journaliste être le propriétaire d'une voiture dont le prix à l'achat est exorbitant (et ceci sans même aborder la question de la valeur de l'appartement avec terrasse-jardin privatif en dernier étage et grand séjour à baies vitrées ouvrantes sur ladite terrasse qu'occupe Ric Hochet dans le 16e Arrondissement de Paris : héritage d'un lointain oncle?) . D'autant qu'il doit souvent en racheter un nouvel exemplaire, A.-P. Duchâteau ayant décidé de démolir régulièrement la voiture du personnage tout au long de la série. Tibet disait aussi, en riant, qu'il aurait aimé voir Ric Hochet au volant d'une 2 CV. Qu'à cela ne tienne ! Didier Desmit adopte l'idée à partir de la planche 22 du tome 45, Le Triangle Attila ! Mais en fin d'histoire, Tibet et Desmit se rendent compte que la "Deuche" pose des problèmes au cours des filatures et poursuites écrites par Duchâteau. De plus, ainsi que le disait Christian Denayer, la Porsche 911 est devenue la « marque de fabrique du personnage ». C'est donc tout naturellement que Ric Hochet s'offre une nouvelle Porsche Turbo dont on se demande toujours comment il a trouvé l'argent pour l'acheter.

## Les décoristes
Tibet n'a jamais dessiné le moindre décor ; c'est un aspect de son métier qui ne l'intéressait pas du tout. C'est pourquoi il utilise, dès le début de la série, les services d'assistants décoristes (dessinateurs spécialisés dans les décors). Le premier d'entre eux est Mittéï, pour les tomes 1 à 3. Au cours du quatrième album L'ombre de Caméléon (1964), Dany assiste Mittéï à partir des planches 19-20 que Mittéï confie à Dany sans l'informer qu'il s'agit de planches de la série Ric Hochet. Les décors du cinquième album (Piège pour Ric Hochet) sont réalisés par Dany.
D'après les dires de Mittéï, les décors du sixième tome (Rapt sur le France) seraient réalisés par Pierre Seron. Mais Dany affirme avoir également travaillé sur cet album.
Dans l'album n° 7, Suspense à la télévision (1967), les décors sont repris par Christian Denayer à la planche 33. Par la suite, celui-ci réalise les décors jusqu'à la planche 30 comprise de l'album 17 (Épitaphe pour Ric Hochet). Les décors des quatorze dernières planches de cet album sont réalisés par un dessinateur dont Tibet ne révélera jamais le nom. Il faut dire qu'il doit pratiquement retoucher, sinon refaire, une grande partie des décors de ce collaborateur inconnu. Peut-être s'agit-il d'André Benn.
Tibet se trouve donc alors un nouveau décoriste qui travaille sur les albums allant du n° 18 au n° 25, ainsi que sur les dix premières planches du n° 26 (L'ennemi à travers les siècles). Ce décoriste, frère d'un dessinateur connu, préfère travailler totalement dans l'ombre pour des raisons personnelles. Ce qui explique qu'il ne sera jamais mentionné par Tibet dans aucune interview.
Didier Desmit, qui était lui-même l'assistant de Christian Denayer, devient le décoriste attitré de la série à partir de la planche 11 de L'ennemi à travers les siècles. Il le restera jusqu'au tome 67, Le nombre maudit (2003). Didier Desmit est le premier assistant de Tibet dont le nom soit cité en fin d'album, et ce dès ses débuts. « Il a une qualité que je n'ai pas : la patience, déclare Tibet. Il peut rester penché sur un décor pendant des heures alors que j'aurais, dans le même cas de figure, tout envoyé balader depuis bien longtemps… Didier est la mémoire de Ric Hochet : c'est son premier fan, son frère aîné. »
À partir du tome 68, Le collectionneur de crimes (2004), le coloriste de la série, Frank Brichau, succède à Didier Desmit. Il dessinera les décors de Ric Hochet jusqu'au dernier album achevé, Ici 77 ! (2010).
Du temps de leur collaboration, Tibet et Mittéï avaient établi une sorte de contrat duquel il ressortait que le second fournissait au premier les planches de Ric Hochet sur lesquelles la mise en page était réalisée et les décors déjà crayonnés, de sorte que Tibet n'avait qu'à dessiner et encrer les personnages, sans oublier les textes dans les phylactères. Cela lui permettait de gagner beaucoup de temps et à Mittéï de percevoir une petite partie des droits d'auteurs sur la vente des albums de la série (dixit Tibet).
Mittéï, pour sa part, se faisait seconder par plusieurs jeunes dessinateurs qui participaient plus ou moins à sa production, sans jamais être cités. Ce n'était pas à proprement parler un studio bien établi tel celui de Jean Graton à la même époque ou tel celui de Greg au sein duquel a travaillé Dany.
Dany a participé durant un an et demi à la réalisation d'une grande partie de la production « mittéïenne » sans que son nom ait jamais été mentionné (dixit Dany).
Tibet s'était cependant aperçu d'un changement de technique dans la manière de réaliser les décors et les coloriages des planches de Ric Hochet et celles des 3 A, sans vraiment chercher à savoir qui était derrière ce changement. C'est pourquoi il ne citait jamais le nom de Dany dans la liste de ses assistants.
À partir de la collaboration avec Christian Denayer, Tibet faisait la mise en page et esquissait plus ou moins un rapide décor dans lequel il encrait ses personnages avant de remettre les planches à son assistant.

## Adaptations
Le dessinateur Simon van Liemt et le scénariste Zidrou reprennent le personnage dans Les Nouvelles Enquêtes de Ric Hochet, dont la première aventure est publiée en mars 2015 dans L'Immanquable.
La série a fait l'objet de deux tentatives d'adaptation pour la télévision. En 1968, Raymond Leblanc, fondateur des éditions du Lombard et de la société Belvision, produit Signé Caméléon, un pilote de trente minutes adapté du premier tome de la BD. Daniel Vigo et Jacques Lippe y incarnent Ric Hochet et Bourdon, tandis que Tibet et A.-P. Duchâteau y font de la figuration en agents de police. Présenté en première partie du film animé Astérix et Cléopatre en Belgique, ce court-métrage est très vite retiré de l'affiche car il fait peur aux enfants, et le projet de série télévisée est abandonné.
Par la suite, divers courts métrages radiophoniques sont enregistrés et diffusés par la Radiodiffusion-télévision belge. 
En 2003, Dargaud Marina (la filiale multimédia de la maison d'édition) s'associe avec les Films du Triangle pour mettre en scène Ric Hochet dans vingt-six épisodes de vingt-six minutes, qui doivent être distribués en prime-time, en Belgique. Mais le budget de 4 500 euros par minute diffusée rend impossible une réalisation de qualité. Par ailleurs la faiblesse du scénario lors de la vision du pilote de la série joue défavorablement. Une fois encore, Ric Hochet rate son arrivée sur le petit écran.

## Publication

### Marchands de journaux
L'intégralité des 78 albums est parue en kiosque dans une édition collector chez Hachette intitulée La collection Ric Hochet de février 2012 à août 2013.

### Albums
La date indiquée pour chaque album est celle de sa première impression.

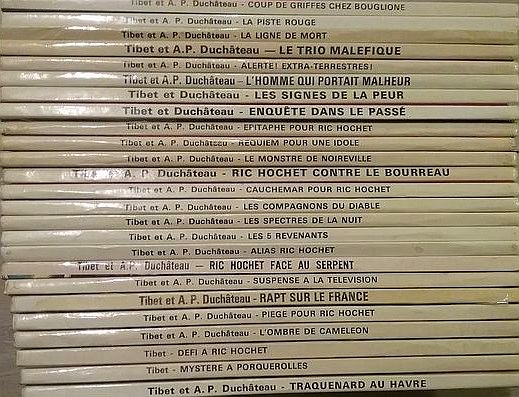
25 premiers tomes de Ric Hochet.

- 1 Traquenard au Havre[14], Lombard, Collection du Lombard, septembre 1963
Scénario : André-Paul Duchâteau - Dessin : Tibet
- 2 Mystère à Porquerolles, Lombard, Collection du Lombard, septembre 1964
Scénario : André-Paul Duchâteau - Dessin : Tibet
- 3 Défi à Ric Hochet, Lombard, Collection du Lombard, septembre 1965
Scénario : André-Paul Duchâteau - Dessin : Tibet
- 4 L'Ombre de Caméléon, Lombard, septembre 1966
Scénario : André-Paul Duchâteau - Dessin : Tibet
- 5 Piège pour Ric Hochet, Lombard, septembre 1967
Scénario : André-Paul Duchâteau - Dessin : Tibet
- 6 Rapt sur le France, Lombard, mars 1968
Scénario : André-Paul Duchâteau - Dessin : Tibet
- 7 Suspense à la télévision, Lombard, septembre 1968
Scénario : André-Paul Duchâteau - Dessin : Tibet
- 8 Face au Serpent, Lombard, mars 1969
Scénario : André-Paul Duchâteau - Dessin : Tibet
- 9 Alias Ric Hochet, Lombard, septembre 1969
Scénario : André-Paul Duchâteau - Dessin : Tibet
- 10 Les Cinq Revenants, Lombard, mars 1970
Scénario : André-Paul Duchâteau - Dessin : Tibet
- 11 Cauchemar pour Ric Hochet, Lombard, (ISBN 2-8036-0082-X), septembre 1970
Scénario : André-Paul Duchâteau - Dessin : Tibet
- 12 Les Spectres de la nuit, Lombard, (ISBN 2-8036-0083-8), mars 1971
Scénario : André-Paul Duchâteau - Dessin : Tibet
- 13 Les Compagnons du diable, Lombard, (ISBN 2-8036-0084-6), septembre 1971
Scénario : André-Paul Duchâteau - Dessin : Tibet
- 14 Ric Hochet contre le Bourreau, Lombard, février 1972
Scénario : André-Paul Duchâteau - Dessin : Tibet
- 15 Le Monstre de Noireville, Lombard, septembre 1972
Scénario : André-Paul Duchâteau - Dessin : Tibet
- 16 Requiem pour une idole, Lombard, mars 1973
Scénario : André-Paul Duchâteau - Dessin : Tibet
- 17 Épitaphe pour Ric Hochet, Dargaud, octobre 1973
Scénario : André-Paul Duchâteau - Dessin : Tibet
- 18 Enquête dans le passé, Éditions du Lombard, février 1974
Scénario : André-Paul Duchâteau - Dessin : Tibet
- 19 Les Signes de la peur, Dargaud, octobre 1974
Scénario : André-Paul Duchâteau - Dessin : Tibet
- 20 L'Homme qui portait malheur, Dargaud, (ISBN 2-205-00936-2), avril 1975
Scénario : André-Paul Duchâteau - Dessin : Tibet
- 21 Le Trio maléfique, Éditions du Lombard, septembre 1975
Scénario : André-Paul Duchâteau - Dessin : Tibet
- 22 Alerte ! Extra-terrestres !, Éditions du Lombard, janvier 1976
Scénario : André-Paul Duchâteau - Dessin : Tibet
- 23 La Ligne de Mort, Dargaud, août 1976
Scénario : André-Paul Duchâteau - Dessin : Tibet
- 24 La Piste rouge, Dargaud, (ISBN 2-205-01074-3), février 1977
Scénario : André-Paul Duchâteau - Dessin : Tibet
- 25 Coups de griffes chez Bouglione, Éditions du Lombard, (ISBN 2-8036-0095-1), septembre 1977
Scénario : André-Paul Duchâteau - Dessin : Tibet
- 26 L'Ennemi à travers les siècles, Dargaud, (ISBN 2-205-01220-7), février 1978
Scénario : André-Paul Duchâteau - Dessin : Tibet
- 27 L'Épée sur la gorge, Éditions du Lombard, août 1978
Scénario : André-Paul Duchâteau - Dessin : Tibet
- 28 Hallali pour Ric Hochet, Dargaud, (ISBN 2-205-01512-5), janvier 1979
Scénario : André-Paul Duchâteau - Dessin : Tibet
- 29 Opération 100 milliards, Dargaud, (ISBN 2-205-01545-1), janvier 1979
Scénario : André-Paul Duchâteau - Dessin : Tibet
- 30 Le Fantôme de l'alchimiste, Dargaud, (ISBN 2-205-01714-4), février 1980
Scénario : André-Paul Duchâteau - Dessin : Tibet
- 31 K.O. en 9 rounds[15], Éditions du Lombard, août 1980
Scénario : André-Paul Duchâteau - Dessin : Tibet (auteur BD)
- 32 Tribunal noir, Lombard, janvier 1981
Scénario : André-Paul Duchâteau - Dessin : Tibet
- 33 Le Scandale Ric Hochet, Éditions du Lombard, (ISBN 2-8036-0102-8), septembre 1981
Scénario : André-Paul Duchâteau - Dessin : Tibet
- 34 La Nuit des vampires, Éditions du Lombard, janvier 1982
Scénario : André-Paul Duchâteau - Dessin : Tibet
- 35 La Mort noire, Éditions du Lombard, (ISBN 2-8036-0037-4), septembre 1982
Scénario : André-Paul Duchâteau - Dessin : Tibet
- 36 La Flèche de sang, Éditions du Lombard, (ISBN 2-8036-0402-7), juin 1983
Scénario : André-Paul Duchâteau - Dessin : Tibet
- 37 Le Maléfice vaudou, Éditions du Lombard, (ISBN 2-8036-0418-3), octobre 1983
Scénario : André-Paul Duchâteau - Dessin : Tibet
- 38 Face au crime, Éditions du Lombard, (ISBN 2-8036-0441-8), mars 1984
Scénario : André-Paul Duchâteau - Dessin : Tibet
- 39 Le Disparu de l'enfer, Éditions du Lombard, (ISBN 2-8036-0463-9), octobre 1984
Scénario : André-Paul Duchâteau - Dessin : Tibet
- 40 Le Double qui tue, Éditions du Lombard, (ISBN 2-8036-0483-3), mars 1985
Scénario : André-Paul Duchâteau - Dessin : Tibet
- 41 La Maison de la vengeance, Éditions du Lombard, (ISBN 2-8036-0521-X), octobre 1985
Scénario : André-Paul Duchâteau - Dessin : Tibet
- 42 La Liste mortelle, Éditions du Lombard, (ISBN 2-8036-0564-3), juin 1986
Scénario : André-Paul Duchâteau - Dessin : Tibet
- 43 Les Messagers du trépas, Éditions du Lombard, (ISBN 2-8036-0616-X), mai 1987
Scénario : André-Paul Duchâteau - Dessin : Tibet
- 44 Ric Hochet contre Sherlock, Éditions du Lombard, (ISBN 2-8036-0635-6), novembre 1987
Scénario : André-Paul Duchâteau - Dessin : Tibet
- 45 Le Triangle Attila, Éditions du Lombard, (ISBN 2-8036-0697-6), juin 1988
Scénario : André-Paul Duchâteau - Dessin : Tibet
- 46 Les Témoins de Satan, Éditions du Lombard, (ISBN 2-8036-0714-X), janvier 1989
Scénario : André-Paul Duchâteau - Dessin : Tibet - Couleurs : Didier Desmit
- 47 Les Jumeaux diaboliques, Éditions du Lombard, (ISBN 2-8036-0782-4), septembre 1989
Scénario : André-Paul Duchâteau - Dessin : Tibet
- 48 Le Secret d'Agatha, Éditions du Lombard, (ISBN 2-8036-0810-3), mai 1990
Scénario : André-Paul Duchâteau - Dessin : Tibet
- 49 L'Exécuteur des ténèbres, Éditions du Lombard, (ISBN 2-8036-0855-3), avril 1991
Scénario : André-Paul Duchâteau - Dessin : Tibet
- 50 Le Crime de l'an 2000, Éditions du Lombard, (ISBN 2-8036-0955-X), octobre 1991
Scénario : André-Paul Duchâteau - Dessin : Tibet
- 51 La Bête de l'apocalypse, Éditions du Lombard, (ISBN 2-8036-1002-7), septembre 1992
Scénario : André-Paul Duchâteau - Dessin : Tibet
- 52 Le Maître de l'illusion, Le Lombard, (ISBN 2-8036-1033-7), mai 1993
Scénario : André-Paul Duchâteau - Dessin : Tibet
- 53 Meurtre à l'Impro, Le Lombard, (ISBN 2-80361-074-4), mars 1994
Scénario : André-Paul Duchâteau - Dessin : Tibet - Couleurs : Liliane Labruyère
- 54 Le Masque de la terreur, Le Lombard, (ISBN 2-80361-103-1), novembre 1994
Scénario : André-Paul Duchâteau - Dessin : Tibet - Couleurs : Liliane Labruyère
- 55 Qui a peur d'Hitchcock, Le Lombard, (ISBN 2-80361-158-9), octobre 1995
Scénario : André-Paul Duchâteau - Dessin : Tibet - Couleurs : Liliane Labruyère et Frank Brichau
- 56 Un million sans impôt, Le Lombard, (ISBN 2-80361-206-2), mai 1996
Scénario : André-Paul Duchâteau - Dessin : Tibet - Couleurs : Frank Brichau
- 57 L'Heure du kidnapping, Le Lombard, (ISBN 2-80361-228-3), octobre 1996
Scénario : André-Paul Duchâteau - Dessin : Tibet - Couleurs : Frank Brichau
- 58 Premières Armes[16], Le Lombard, (ISBN 2-80361-246-1), mai 1997
Scénario : André-Paul Duchâteau - Dessin : Tibet - Couleurs : Frank Brichau
- 59 La Main de la mort, Le Lombard, (ISBN 2-80361-264-X), janvier 1998
Scénario : André-Paul Duchâteau - Dessin : Tibet - Couleurs : Frank Brichau
- 60 Crime sur internet, Le Lombard, (ISBN 2-80361-348-4), septembre 1998
Scénario : André-Paul Duchâteau - Dessin : Tibet - Couleurs : Frank Brichau
- 61 Le Jeu de la potence, Le Lombard, (ISBN 2-8036-1399-9), mai 1999
Scénario : André-Paul Duchâteau - Dessin : Tibet - Couleurs : Martine Brichau
- 62 B.D. meurtres, Le Lombard, (ISBN 2-80361-479-0), janvier 2000
Scénario : André-Paul Duchâteau - Dessin : Tibet - Couleurs : Martine Brichau
- 63 La Sorcière... mal aimée, Le Lombard, (ISBN 2-80361-518-5), octobre 2000
Scénario : André-Paul Duchâteau - Dessin : Tibet - Couleurs : Martine Brichau
- 64 Le Contrat du siècle, Le Lombard, (ISBN 2-80361-634-3), juin 2001
Scénario : André-Paul Duchâteau - Dessin : Tibet - Couleurs : Martine Brichau
- 65 Panique sur le web, Le Lombard, (ISBN 2-80361-745-5), février 2002
Scénario : André-Paul Duchâteau - Dessin : Tibet - Couleurs : Martine Brichau
- 66 Penthouse Story, Le Lombard, (ISBN 2-80361-770-6), octobre 2002
Scénario : André-Paul Duchâteau - Dessin : Tibet - Couleurs : Martine Brichau
- 67 Le Nombre maudit, Le Lombard, (ISBN 2-80361-871-0), mai 2003
Scénario : André-Paul Duchâteau - Dessin : Tibet - Couleurs : Martine Brichau
- 68 Le Collectionneur de crimes, Le Lombard, (ISBN 2-80361-970-9), janvier 2004
Scénario : André-Paul Duchâteau - Dessin : Tibet - Couleurs : Martine Brichau
- 69 L'Homme de glace, Le Lombard, (ISBN 2-8036-1982-2), septembre 2004
Scénario : André-Paul Duchâteau - Dessin : Tibet - Couleurs : Martine Brichau
- 70 Silence de mort, Le Lombard, (ISBN 2-8036-2068-5), mai 2005
Scénario : André-Paul Duchâteau - Dessin : Tibet - Couleurs : Martine Brichau
- 71 La Dernière Impératrice, Le Lombard, (ISBN 2-80362-158-4), janvier 2006
Scénario : André-Paul Duchâteau - Dessin : Tibet - Couleurs : Martine Brichau
- 72 Le Trésor des Marolles, Le Lombard, (ISBN 2-80362-184-3), septembre 2006
Scénario : André-Paul Duchâteau - Dessin : Tibet - Couleurs : Martine Brichau
- 73 On tue au théâtre ce soir, Le Lombard, (ISBN 978-2-8036-2263-4), mai 2007
Scénario : André-Paul Duchâteau - Dessin : Tibet - Couleurs : Martine Brichau
- 74 Puzzle mortel, Le Lombard, (ISBN 978-2-8036-2372-3), janvier 2008
Scénario : André-Paul Duchâteau - Dessin : Tibet - Couleurs : Martine Brichau
- 75 Code pour l'au-delà, Le Lombard, (ISBN 978-2-8036-2442-3), septembre 2008
Scénario : André-Paul Duchâteau - Dessin : Tibet - Couleurs : Martine Brichau
- 76 Dernier Duel, Le Lombard, (ISBN 978-2-8036-2528-4), juin 2009
Scénario : André-Paul Duchâteau - Dessin : Tibet - Couleurs : Martine Brichau
- 77 Ici 77 !, Le Lombard, (ISBN 978-2-8036-2654-0), mars 2010
Scénario : André-Paul Duchâteau - Dessin : Tibet - Couleurs : Martine Brichau
- 78 À la poursuite du griffon d'or, Le Lombard, (ISBN 2803627213), septembre 2010
Scénario : André-Paul Duchâteau - Dessin : Tibet - Couleurs : Martine Brichau

Hors-série
- 1 Premières Enquêtes, P&T Production, (ISBN 2-87265-007-5), 5 000 exemplaires numérotés, janvier 1991
Scénario : André-Paul Duchâteau - Dessin : Tibet
- 1 Dossier Ric Hochet, Le Lombard, 1 000 exemplaires numérotés et signés, janvier 1991
Scénario : André-Paul Duchâteau - Dessin : Tibet
- 1 Intrigue au « Ji Butch »[17], BD First, 900 exemplaires numérotés et signés, janvier 1998
Scénario : André-Paul Duchâteau - Dessin : Tibet
- 1 Comme une lettre à la poste, CBBD, octobre 1998
Scénario : André-Paul Duchâteau - Dessin : Tibet
- 1 Le Monde de la BD no 01, Panini Comics, septembre 2003
Scénario : André-Paul Duchâteau - Dessin : Tibet
- 1 50 ans d'enquêtes, 7 000 exemplaires, mai 2005
Scénario : André-Paul Duchâteau - Dessin : Tibet

Autres
- 1 Main basse sur le plutonium, Éditions du bobard, janvier 1995
Scénario : Divers - Dessin : Tibet
- 1 Monsieur X frappe à minuit, Panpan Éditions, (ISBN 2-9600521-2-9), avril 2006
Scénario : André-Paul Duchâteau - Dessin : Tibet
- 1 Les Enquêtes de Ric Hochet no 1, Melmac, janvier 2008
Scénario : André-Paul Duchâteau - Dessin : Tibet
- 2 Les Enquêtes de Ric Hochet no 2, Melmac, janvier 2008
Scénario : André-Paul Duchâteau - Dessin : Tibet

## Hommages

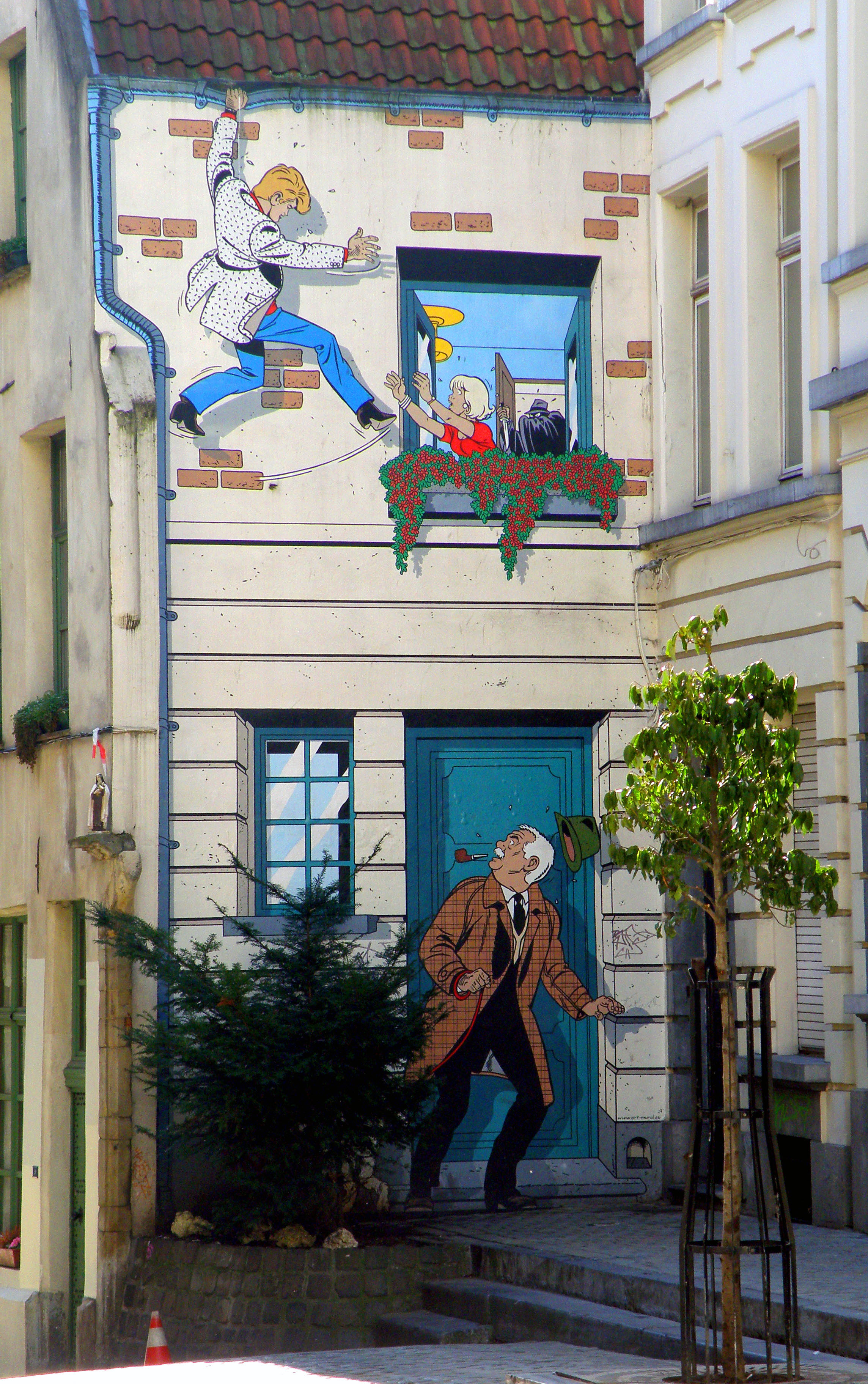
La fresque de Ric Hochet

- La fresque de Ric Hochet, réalisée par Georgios Oreopoulos et David Vandegeerde de l'asbl "Art Mural" d'après un projet original de Tibet, a été inaugurée le 20 janvier 1995, et a une superficie de 30 m2. L'intrigue du tome 72 "Le Trésor des Marolles", publié en 2006, tourne autour du quartier des Marolles, à Bruxelles. On peut y voir une scène qui se passe rue de Bon Secours[18] avec la reproduction de la fresque 'Ric Hochet' sur le mur, telle qu'elle est dans la réalité.
- La poste belge a émis en 1998 un timbre-poste de 17 FB aux effigies de Ric Hochet et de Chick Bill, disposés tête-bêche sur le timbre.
- En 2002, Les Issambres (quartier maritime de Roquebrune-sur-Argens), où Tibet passait ses vacances, ont reçu leur Boulevard Ric Hochet.
- En 2012, David Vandermeulen sort Ric Remix, une histoire composée de cases tirées des 78 albums d'origine.
- En 2016, une autre fresque a été inaugurée, rue Jules-Guesde, à Coudekerque-Branche.